# Konami

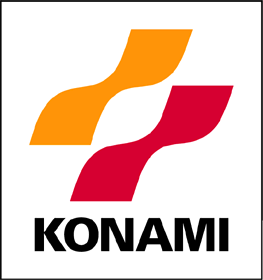
Konamis tidigare logotyp.

Konami (コナミ), japanskt spelutvecklingsföretag grundat 1969, ursprungligen inriktat på jukeboxförsäljning och -reparation. Företaget ändrade under andra hälften av 1970-talet inriktning mot spelbranschen. I början av 80-talet släppte de flera arkadspel bland annat G.I. Joe. När Nintendo släppte sin konsol NES blev Konami en av de mest produktiva spelutvecklarna. Akihiro Ishihara är en spelutvecklare hos Konami. Namnet bygger på grundarnas namn Kagemasa KOzuki, Yoshinobu NAkama, och Tatsuo MIyasako.
Eftersom Nintendo hade strikta begränsningar på hur många spel som fick släppas till NES:en skapade Konami företagen Ultra Games och Palcom, under vilka flera stora titlar släpptes.

## Datorspel
Konami ligger bakom en rad populära dator-, teve- och arkadspel.
Några genre-definierande titlar från Konami är vampyrjägar-RPG-serien Castlevania, skräckserien Silent Hill, action-/skjutarserien Probotector, plattform-/äventyrsserien Legend of the Mystical Ninja, spionactionserien Metal Gear, RPG-serien Suikoden, musikspelsserien Bemani (som inkluderar Dance Dance Revolution, Beatmania, GuitarFreaks, DrumMania, Pop'n Music, med flera) och dejting-simulationsserien Tokimeki Memorial.
Konami är även noterbart för sina shoot 'em up-arkadspel så som Gradius, Life Force, Time Pilot, Gyruss, Parodius, Axelay och Twinbee. Flera Konamispel baserade på licenser för tecknade serier, särskilt Batman: The Animated Series, Teenage Mutant Ninja Turtles och Tiny Toon Adventures, har inte utökats med några nya titlar på senare tid.
Konami är också känt som tillverkare av de populära Yu-Gi-Oh!-korten.
1. ↑  hämtat från: portugisiskspråkiga Wikipedia.[källa från Wikidata]
2. ↑  ”Corporate History - KONAMI HOLDINGS CORPORATION”. www.konami.com. https://www.konami.com/corporate/en/history/. Läst 25 februari 2022.
3. ↑  ”The Stories Behind The Names of 15 Gaming Brands You Know” (på amerikansk engelska). Hongkiat. 11 mars 2013. https://www.hongkiat.com/blog/popular-gaming-companies-names/. Läst 25 februari 2022.